# Fountainbleau
Fountainbleau és una concentració de població designada pel cens dels Estats Units a l'estat de Florida. Segons el cens del 2000 tenia 59.549 habitants.

## Demografia
Segons el cens del 2000, Fountainbleau tenia 59.549 habitants, 20.918 habitatges, i 15.604 famílies. La densitat de població era de 5.225,5 habitants/km².
Dels 20.918 habitatges en un 34,9% hi vivien nens de menys de 18 anys, en un 49,6% hi vivien parelles casades, en un 18,6% dones solteres, i en un 25,4% no eren unitats familiars. En el 18,4% dels habitatges hi vivien persones soles el 6,1% de les quals corresponia a persones de 65 anys o més que vivien soles. El nombre mitjà de persones vivint en cada habitatge era de 2,85 i el nombre mitjà de persones que vivien en cada família era de 3,22.
Per edats la població es repartia de la següent manera: un 22,7% tenia menys de 18 anys, un 9,8% entre 18 i 24, un 34% entre 25 i 44, un 21% de 45 a 60 i un 12,4% 65 anys o més.
L'edat mediana era de 35 anys. Per cada 100 dones de 18 o més anys hi havia 82,7 homes.
La renda mediana per habitatge era de 35.509 $ i la renda mediana per família de 36.161 $. Els homes tenien una renda mediana de 27.380 $ mentre que les dones 22.143 $. La renda per capita de la població era de 14.716 $. Entorn de l'11,9% de les famílies i el 14,2% de la població estaven per davall del llindar de pobresa.

## Poblacions més properes
El següent diagrama mostra les poblacions més properes.